# Hydnophytum
Hydnophytum es un género de plantas con flores del orden de las Gentianales de la familia de las Rubiaceae.

## Especies
- Hydnophytum agatifolium Valeton
- Hydnophytum albense Valeton
- Hydnophytum albertisii Becc.
- Hydnophytum alboviride Merr. & L.M.Perry
- Hydnophytum amboinense Becc.
- Hydnophytum amplifolium S.Moore
- Hydnophytum andamanense Becc.
- Hydnophytum angustifolium Merr.
- Hydnophytum archboldianum Merr. & L.M.Perry
- Hydnophytum borneanum Becc.
- Hydnophytum brachycladum Merr.
- Hydnophytum bracteatum Valeton
- Hydnophytum brassii S.Moore
- Hydnophytum buxifolium Merr. & L.M.Perry
- Hydnophytum caminiferum Wistuba, U.Zimm., Gronem. & Marwinski[2]
- Hydnophytum camporum S.Moore
- Hydnophytum capitatum Valeton
- Hydnophytum confertifolium Merr. & L.M.Perry
- Hydnophytum contortum Merr. & L.M.Perry
- Hydnophytum cordifolium Valeton
- Hydnophytum coriaceum Becc.
- Hydnophytum costatum Drake
- Hydnophytum crassicaule P.Royen
- Hydnophytum crassifolium Becc.
- Hydnophytum cuneatum Valeton
- Hydnophytum decipiens Merr. & L.M.Perry
- Hydnophytum dipteropodum (K.Schum. & Lauterb.) Valeton
- Hydnophytum dolichophyllum Valeton
- Hydnophytum ellipticum Merr. & L.M.Perry
- Hydnophytum ferrugineum P.I.Forst.
- Hydnophytum forbesii Hook.f.
- Hydnophytum formicarum Jack
- Hydnophytum grandiflorum Becc.
- Hydnophytum grandifolium Valeton
- Hydnophytum guppyanum Becc.
- Hydnophytum hahlii Rech.
- Hydnophytum hellwigii Warb.
- Hydnophytum heterophyllum Merr. & L.M.Perry
- Hydnophytum inerme (Gaudich.) Bremek.
- Hydnophytum intermedium Elmer
- Hydnophytum kajewskii Merr. & L.M.Perry
- Hydnophytum kejense Becc.
- Hydnophytum kelelense Valeton
- Hydnophytum kochii Valeton
- Hydnophytum lanceolatum Miq.
- Hydnophytum laurifolium Warb.
- Hydnophytum lauterbachii Valeton
- Hydnophytum ledermannii Valeton
- Hydnophytum leytense Merr.
- Hydnophytum linearifolium Valeton
- Hydnophytum longiflorum A.Gray
- Hydnophytum longipes Merr. & L.M.Perry
- Hydnophytum longistylum Becc.
- Hydnophytum loranthifolium (Benth.) Becc.
- Hydnophytum lucidulum Valeton
- Hydnophytum macrophyllum Warb.
- Hydnophytum magnifolium Merr. & L.M.Perry
- Hydnophytum membranaceum Merr.
- Hydnophytum microphyllum Becc.
- Hydnophytum mindanaense Elmer
- Hydnophytum mindorense Merr.
- Hydnophytum montis-kani Valeton
- Hydnophytum moseleyanum Becc.
- Hydnophytum myrtifolium Merr. & L.M.Perry
- Hydnophytum nigrescens Merr. & L.M.Perry
- Hydnophytum nitidum Merr.
- Hydnophytum normale Becc.
- Hydnophytum oblongum (Benth.) Becc.
- Hydnophytum orbiculatum Elmer
- Hydnophytum ovatum Miq.
- Hydnophytum papuanum Becc.
- Hydnophytum parvifolium Valeton
- Hydnophytum petiolatum Becc.
- Hydnophytum philippinense Becc.
- Hydnophytum punamense Lauterb.
- Hydnophytum radicans Becc.
- Hydnophytum ramispinum Merr. & L.M.Perry
- Hydnophytum robustum Rech.
- Hydnophytum selebicum Becc.
- Hydnophytum simplex Becc.
- Hydnophytum spathulatum Valeton
- Hydnophytum stenophyllum Valeton
- Hydnophytum stewartii Fosberg
- Hydnophytum subfalcifolium Valeton
- Hydnophytum subnormale K.Schum.
- Hydnophytum subrotundum Valeton
- Hydnophytum subsessile Valeton
- Hydnophytum sumatranum Becc.
- Hydnophytum tetrapterum Becc.
- Hydnophytum tortuosum Becc.
- Hydnophytum vaccinifolium P.Royen
- Hydnophytum virgatum Valeton
- Hydnophytum vitis-idaea Merr. & L.M.Perry
- Hydnophytum wilkinsonii Horne ex Baker
- Hydnophytum zippelianum Becc.